# 欧州薬物・薬物依存監視センター
欧州薬物・薬物依存監視センター（おうしゅうやくぶつ・やくぶついそんかんしセンター、英語：European Monitoring Centre for Drugs and Drug Addiction、略称：EMCDDA）は、欧州連合の専門機関のひとつである。設立は1993年である。ポルトガル共和国リスボンに所在している。

## 任務
センターの任務は薬物と薬物依存症に関して「事実で、客観的で、信頼でき、比較可能な情報」を収集して分析しこれを広報することで、欧州レベルで市民に薬物に関する音声と画像を提供する。
センター内のターゲットグループは政策立案者であり、担当者は一貫した国家および欧州連合の薬物政策を案出するためにこれらの情報を活用する。また、薬物分野に精通した専門家は、より広くは欧州メディアと一般市民のために働いている。
センターの業務の中核にはヨーロッパ全域で医薬品情報の比較可能性を改善して、これを達成するために必要な手法や手段を考案することが含まれる。現在までの努力の結果、各国は広域ヨーロッパ情勢に適合し、一般問題と目標を調べる手法の見解を持っている。薬物現象の鍵となる特徴は売買や変動する自然現象、そして新情勢を追跡することがセンターの中核業務となっている。

## ネットワークと協力関係
センターは主に「Reitox ネットワーク（Reitox network）」から情報を取得し、欧州連合加盟27ヶ国、加盟候補国のノルウェーおよび欧州委員会に焦点を合わせている。この人的およびコンピュータネットワークは加盟27ヶ国とノルウェーおよび重要な協力国の国家情報システムにセンターと接続している。これにより情報資料の収集・交換について実務的手段として機能している。
欧州連合とノルウェーの薬物問題年次報告書とオンライン統計速報は、最新のヨーロッパの薬物情勢と傾向の概要を毎年提供している。一方、オンライン国家情勢概要は国家の薬物関連データのプールを提供する。
それは国連薬物犯罪事務所、世界保健機関、欧州評議会のポンピドゥー・グループ、世界税関機構、国際刑事警察機構、欧州刑事警察機構などの国際機関だけでなく、非欧州連合諸国とも協力して業務にあたっている。

## 新施設

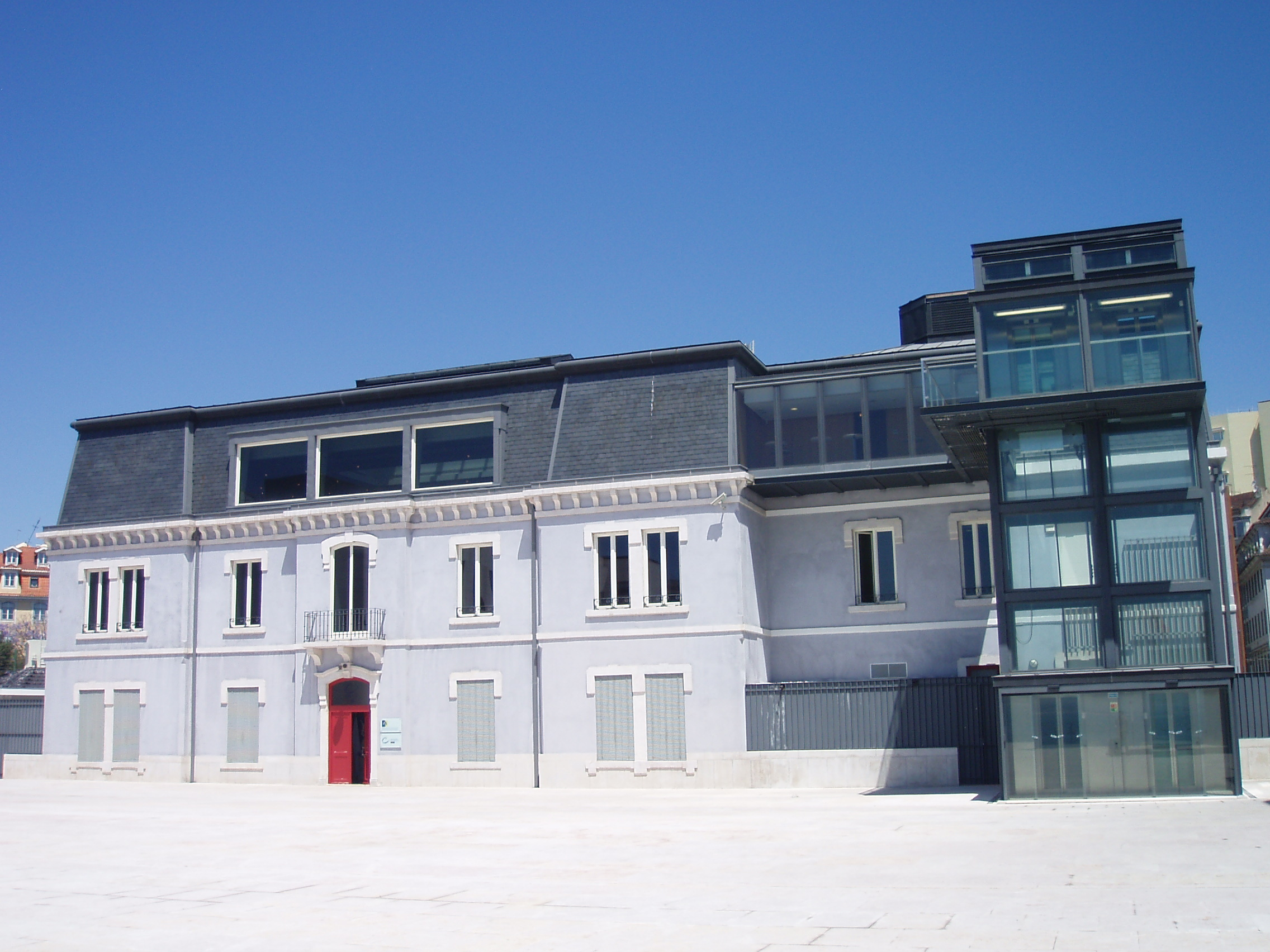
2つの機関が入居する建物

2009年以来、欧州薬物・薬物依存監視センターはリスボンのカイス・ド・ソドレ駅付近にあり、新施設は欧州海上保安機関と共用している。
リスボン港湾管理局によって承認・管理された建築計画は市内の幾つかの市民団体からの論争の対象となっていた。